# Toninho Horta
Antônio Maurício Horta de Melo, noto come Toninho Horta (Belo Horizonte, 2 dicembre 1948), è un chitarrista e compositore brasiliano.
È considerato un membro di spicco della celebre scuola musicale del Minas Gerais. Nel 1977 e nell'anno seguente è stato inserito dalla rivista specializzata Melody Maker fra i dieci migliori chitarristi al mondo.

## Biografia
Ispirato dal virtuosismo di Wes Montgomery, Horta esordì nel campo musicale partecipando con i motivi Maria Madrugada e Nem é Carnaval al II Festival Internacional da Canção Popular (FIC), tenutosi nel 1967. Debuttò in sala di registrazione due anni dopo in un disco di Nivaldo Ornellas e nel 1970 fece parte degli strumentisti che accompagnarono Elis Regina e Tom Jobim nel loro spettacolo Tom & Elis. La sua crescente familiarità con l'ambiente musicale brasiliano fu dovuta alla sua partecipazione al gruppo A Tribo, assieme a Joyce e a Naná Vasconcelos, ma soprattutto alla sua presenza, a fianco di Milton Nascimento e Wagner Tiso, al “Clube de Esquina”. Nella prima metà degli anni settanta ebbe occasione di collaborare, sul palco o in sala d'incisione, con una schiera di musicisti brasiliani di prim'ordine: fra di essi, Gal Costa, Nana Caymmi, Edu Lobo, Maria Bethânia, Dori Caymmi, oltre ai già nominati Jobim, Joyce, Elis Regina e Vasconcelos.
Negli anni ottanta fu presente sulla scena musicale con incisioni, concerti e la partecipazione a progetti che lo videro nel ruolo di direttore musicale; suonò anche al Free Jazz Festival che si tenne nel 1985 a San Paolo, insieme a Toots Thielemans e a Bobby McFerrin. Nel 1990 lasciò il suo Paese per trasferirsi a New York, e negli anni a seguire formò un affiatato duo con Pat Metheny, alternando collaborazioni con artisti connazionali a contributi a lato di musicisti jazz. Suonò con George Duke, Sérgio Mendes, i Manhattan Transfer, l’Orchestra di Gil Evans, Akiko Yano, Flora Purim, Astrud Gilberto, Joe Pass, Naná Vasconcelos, Paquito de Rivera, Airto Moreira, Eliane Elias e Wayne Shorter, fra i tanti. Fu anche in svariate tournée toccando molti Paesi; suonò in Russia, Corea, Stati Uniti e in molte nazioni europee: tra le altre l’Inghilterra, dove accompagnò Marisa Monte a Londra, e il Belgio dove suonò insieme a Caetano Veloso. Si esibì anche in Giappone con Joyce e in un’altra occasione a fianco di Herbie Hancock, Pat Metheny e Keith Jarrett, e a Rio de Janeiro con Gary Peacock e Billy Higgins.
Nel 2000 fu messo in commercio l’album Quadros modernos e il testo Livrão da Música Brasileira. Nello stesso anno la figlia Luísa si presentò con il suo motivo Amor é pra se amar al Festival da Música Brasileira. Per il quarantesimo anniversario della propria carriera musicale, nel 2011 pubblicò Ton de Minas, un DVD contenente sedici brani suonati da Horta, un’intervista con il musicista e fotografie dell’artista. Dello stesso anno è il CD Duduka da Fonseca Trio plays Toninho Horta, che include Aqui, Oh, Moonstone, Waiting for Antela, Bicycle Ride, Francisca, Aquelas coisas todas, De Ton pra Tom, Luisa e Retrato do gato, tutte composizioni del chitarrista.

## Discografia

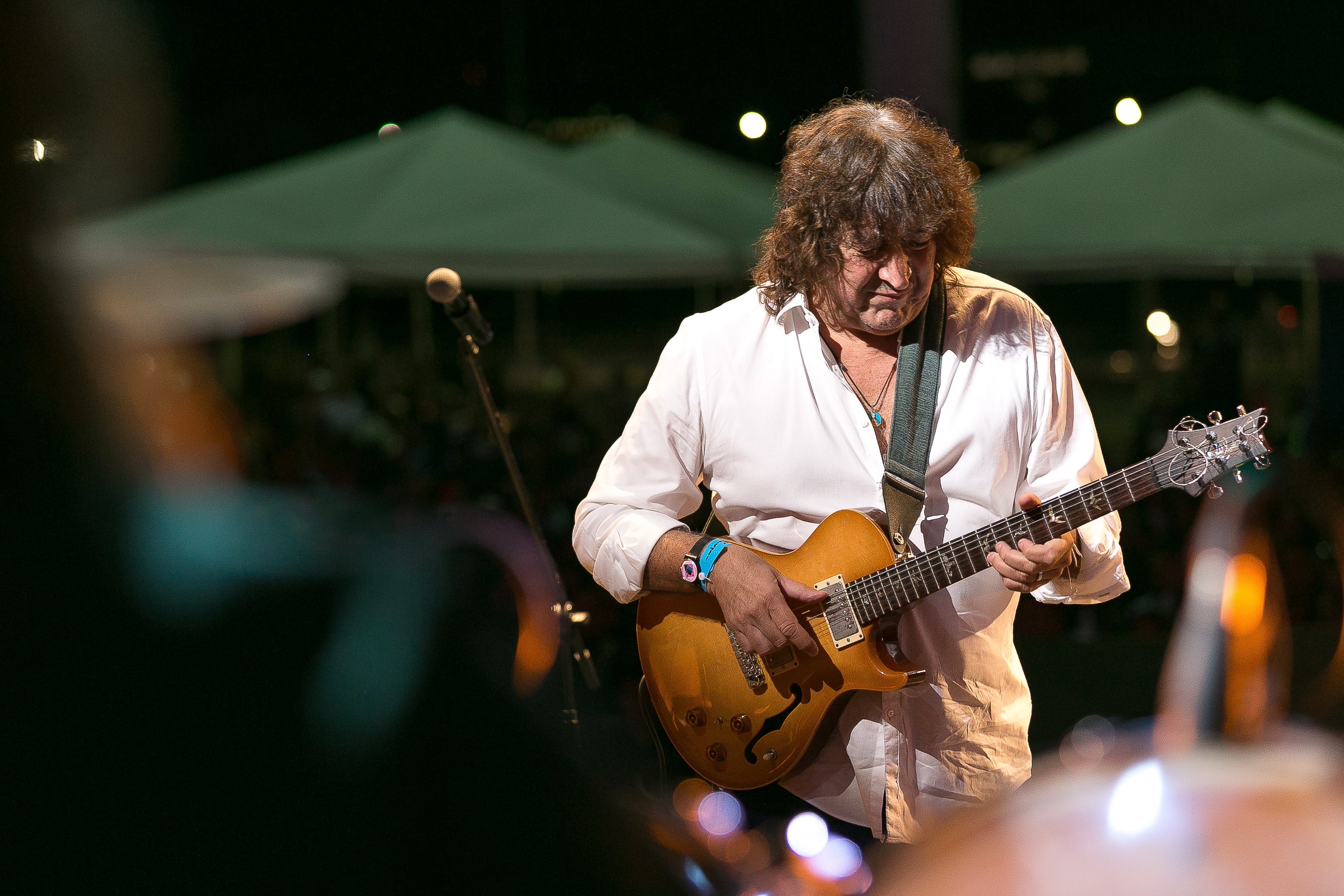
Toninho Horta

- 1973 - Beto Guedes, Danilo Caymmi, Novelli e Toninho Horta* 1980 -
- 1980 - Terra dos pássaros
- 1980 - Toninho Horta
- 1988 - Diamond Land
- 1989 - Concerto Planeta Terra - Nelson Ayres, Toninho Horta, Nivaldo Ornellas e Marcio Montarroyos
- 1989 - Moonstone
- 1992 - Once I Loved
- 1993 - Durango Kid-Part I
- 1994 - Live in Moskow
- 1994 - Qualquer canção Chico Buarque
- 1994 - Foot on the Road
- 1995 - Sem você
- 1995 - Durango Kid-Part II
- 1997 - Flávio Venturini e Toninho Horta no Circo Voador
- 1997 - Serenade
- 1998 - From Ton to Tom - A tribute a Tom Jobim
- 1999 - Duets (Nicola Stilo e Toninho Horta)
- 2000 - Quadros modernos
- 2004 - Com o pé no forró
- 2007 - Toninho Horta em Viena (Toninho Horta)
- 2007 - Solo ao vivo
- 2007 - Cape Horn
- 2008 - Tonight
- 2008 - To Jobim with Love
- 2010 - Harmonia & Vozes
- 2010 - Minas/Tokio
- 2010 - Japa (Shinkansen Group)
- 2011 - Duduka da Fonseca Trio Plays Toninho Horta (Duduka da Fonseca Trio) – tributo
- 2013 - From Napoli to Belo Horizonte
- 2015 - No horizonte de Napoli
- 2015 - Alegria é guardada em cofres, catedrais
- 2018 - Cuerdas del sur
- 2019 - Belo Horizonte
- 2011 - Ton de Minas[6]